# Pola X
Pola X je francouzské filmové drama, které natočil režisér Leos Carax. Scénář filmu, který Carax napsal ve spolupráci s Jean-Polem Fargeauem, je volně založen na knize Pierre; or, The Ambiguities od Hermana Melvilla. Autorem hudby k filmu je Scott Walker. Hráli v něm Guillaume Depardieu, Jekatěrina Golubeva, Catherine Deneuve, ale také režisér Šarunas Bartas a členové německé kapely Rammstein. Premiéra filmu proběhla 13. května 1999 na 52. ročníku Filmového festivalu v Cannes.

## Obsah
Pierre (Guillaume Depardieu) žije se svou matkou (navzájem se oslovují sestro a bratře) Marií (Catherine Deneuve) na zámku v Normandii. Pierre každé ráno odjíždí na motocyklu, který zdědil po svém otci, na návštěvu své snoubenky Lucie (Delphine Chuillot). Jednoho dne Marie Pierrovi oznámí, že zařídila datum jeho svatby s Lucií. Pierre následně na motocyklu odjíždí, aby zprávu předal své snoubence. Cestou, uprostřed noci, potká dívku, která mu se znatelným východním přízvukem řekne, že je jeho sestra. Brzy se mezi nimi vyvine vášnivý incestní vztah.